# Le Grain de sable (film, 1982)
Pour les articles homonymes, voir Le Grain de sable.
Pour plus de détails, voir Fiche technique et Distribution.
Le Grain de sable est un film français réalisé par Pomme Meffre, sorti en 1983.

## Fiche technique
- Titre : Le Grain de sable
- Réalisation : Pomme Meffre
- Scénario : Pomme Meffre
- Photographie : Jean-Noël Ferragut
- Son : Sophie Chiabaut et Pierre Lorrain
- Décors : Pierre Galliard et Suzel Galliard
- Musique : Karel Trow
- Montage : Catherine K. Galodé
- Sociétés de production : Centre Méditerranéen de Création Cinématographique - FR3 Cinéma - Janus Film und Fernseh-Produktion GmbH - Les Ateliers du Sud
- Pays d'origine :  France
- Durée : 90 minutes
- Date de sortie : 26 octobre 1983

## Distribution
- Delphine Seyrig : Solange
- Michel Aumont : Maurice
- Geneviève Fontanel : Huguette
- José Artur : Lucien
- Brigitte Roüan : Catherine
- Claude Duneton : le facteur
- Hubert Gignoux : le directeur du théâtre
- Emmanuelle Debever : midinette
- Sophie Artur : midinette
- Armand Meffre : M. Mario